# Cuaclán
Cuaclán är en ort i Mexiko.   Den ligger i kommunen Jesús Carranza och delstaten Veracruz, i den sydöstra delen av landet, 500 km sydost om huvudstaden Mexico City. Cuaclán ligger 58 meter över havet och antalet invånare är 121.
Terrängen runt Cuaclán är platt åt nordost, men åt sydväst är den kuperad. Runt Cuaclán är det glesbefolkat, med 10 invånare per kvadratkilometer. Närmaste större samhälle är Suchilapan del Río, 15,8 km nordväst om Cuaclán. Omgivningarna runt Cuaclán är en mosaik av jordbruksmark och naturlig växtlighet.